# 萬世線
萬世線（日语：／ Bansei sen */?）是一條由鹿兒島縣加世田市（現在為南薩摩市）加世田站至薩摩萬世站的鐵路線。由南薩鐵道（鹿兒島交通前身）營運。在1962年停運。

## 路線資料
- 管轄：南薩鐵道
- 路線（營業距離）：加世田－薩摩萬世 2.5公里
- 軌距：1067毫米
- 站數：2個（包括起終點站）
- 複線路段：沒有（全線單線）
- 電氣化路段：沒有（全線非電氣化）

## 運行情況
在1960年，一日共有17班列車來回，平均早上約40分鐘一班，日間與晚上則為1小時一班。所有班次都是普通班次。此外，還有數班貨運列車使用本線。

## 歷史
- 1916年（大正5年）10月22日：南薩鐵道加世田至薩摩大崎站開通。
- 1941年（昭和16年）2月19日：薩摩大崎站改名為薩摩萬世站。
- 1962年（昭和39年）9月1日：全線停運。

## 車站列表
接駁路線的名稱，以及車站所在地都採用萬世線停運前一刻的名稱。
所有車站位於鹿兒島縣內。
| 中文站名 | 日文站名 | 英文站名 | 站間距離 | 營業距離 | 接續路線                       | 所在地           |
| -------- | -------- | -------- | -------- | -------- | ------------------------------ | ---------------- |
| 加世田   |          |          | -        | 0.0      | 南薩鐵道：枕崎線（1984年廢除） | 鹿兒島縣加世田市 |
| 薩摩萬世 |          |          | 2.5      | 2.5      |                                | 鹿兒島縣加世田市 |